# 22675 Davidcohn
22675 Davidcohn è un asteroide della fascia principale. Scoperto nel 1998, presenta un'orbita caratterizzata da un semiasse maggiore pari a 2,7936110 UA e da un'eccentricità di 0,1088790, inclinata di 6,12412° rispetto all'eclittica.